# Gabriel Rufyiri
Gabriel Rufyiri, né en 1973 dans la commune de Matongo (province de Kayanza), est un comptable burundais de formation, qui a fondé en 2002 l'Olucome dont il est depuis le président. Il est depuis les années 2010 la principale figure de l'anti-corruption au Burundi.

## Distinctions
- Le 14 mai 2012, il est décoré Chevalier de l'ordre de la Couronne par Albert II de Belgique[3].